# 조지 올드

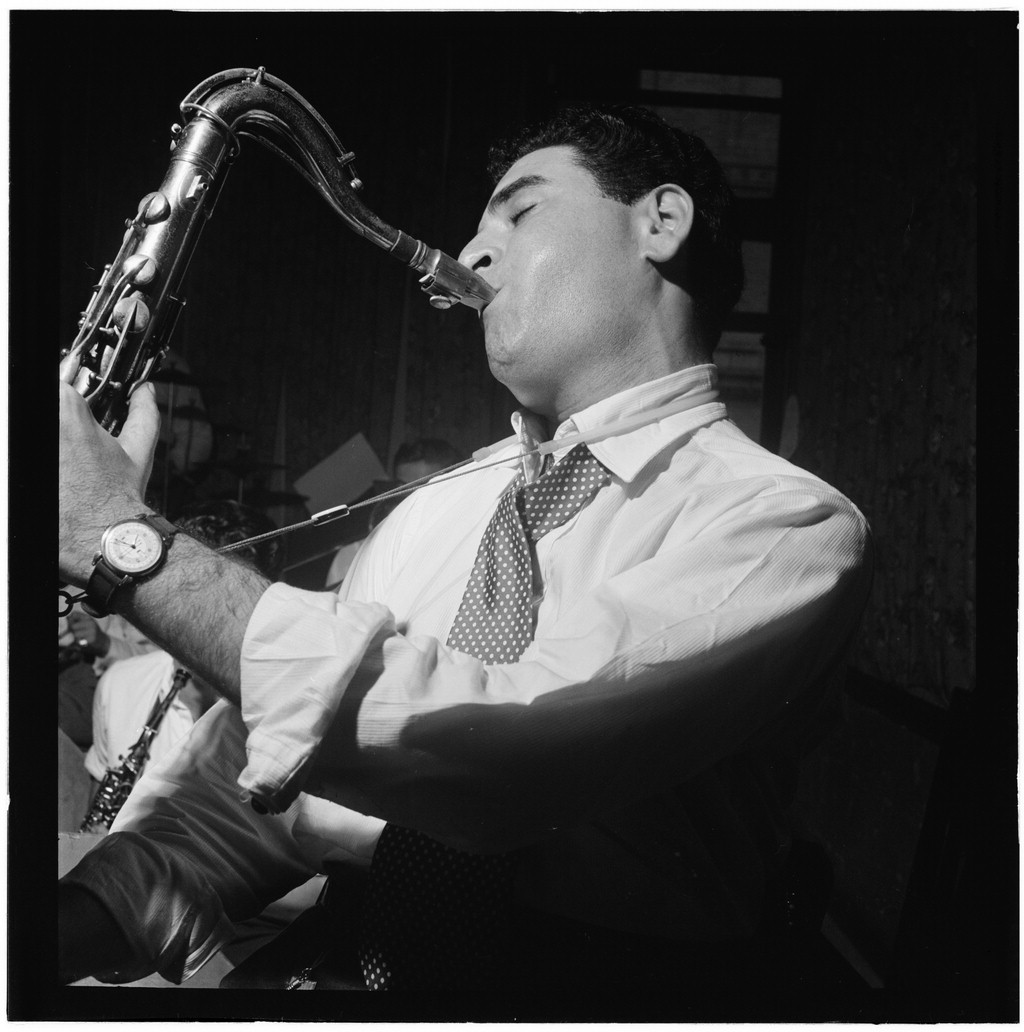
1947년 8월

조지 올드(Georgie Auld, 1919년 5월 19일 ~ 1990년 1월 8일)는 재즈 테너 색소포니스트, 클라리네티스트, 밴드리더이다.
원래는 스윙 재즈의 명수였으나 최근에는 주로 무드 음악의 일을 하는 테너 색소폰 주자이다. 캐나다의 토론토에서 태어났다. 1929년에 뉴욕으로 이주하였다. 1930년대 후반의 스윙 시대에 아티 쇼 악단에서 이름을 떨쳐 1940년대에는 베니 굿맨 악단 등에 참가하였다. 1944년부터는 자기의 악단을 만들거나 스튜디오 음악가로도 활약하였다.